# 엠레 아시으크
엠레 아시으크(튀르키예어: Emre Aşık, 1973년 12월 13일, 부르사 주 부르사 ~)는 튀르키예의 전직 국가대표 축구 선수이다. 그는 튀르키예의 다수 쉬페르리그 구단에서 중앙 수비수로 활약했는데, 갈라타사라이에서 활약한 것으로 가장 잘 알려져 있다. 아시으크는 TFF 3. 리그의 필라멘트스포르에서 축구를 시작했고, 이후 발리케시르스포르, 페네르바흐체, 이스탄불스포르, 그리고 베식타시에서도 활약했다. 그는 갈라타사라이와 베식타시에서 모두 활약한 경력이 있는 13명밖에 안되는 선수 명단에 이름을 올렸다.
현역 시절, 아시으크는 거친, 논란의 수비수였는데, 리그에서만 경고 108회 퇴장 13회를 기록한 점이 이를 방증한다. 국가대항전에서, 아시으크는 튀르키예 국가대표팀 일원으로 2002년 월드컵에서 3위, 유로 2008에서 4강에 입상했다.

## 클럽 경력

### 초기 경력
아시으크는 1990년 5월 27일에 에드레미트 벨레디예스포르를 상대로 쇤메즈 필라멘트스포르 신고식을 치렀다. 그는 경기에 선발로 나서서 86분에 교체되어 나갔다. 그는 그 시즌에 2번째 경기를 출전하지 못했는데, 그 다음 시즌에 TFF 3. 리그에서 27번의 경기에 출전했다. 아시으크는 1992-93 시즌을 앞두고 발리케시르스포르로 이적했다. 그는 1992년 8월 30일에 부르사스포르를 상대로 이적 후 첫 경기를 치렀고, 10일 후인 무을라스포르와의 경기에서는 득점포도 가동했다. 뒤이어, 그는 27번의 튀르키예 2. 리가에서도 출전 기회를 얻기 위해 고단히 노력했다.

### 페네르바흐체
1993-94 시즌을 앞두고, 아시으크는 이스탄불의 "3대 구단" 중 하나인 페네르바흐체에 입단했고, 이후에도 남은 3대 구단의 2개 구단도 거쳤다. 그는 이적한 지 얼마 되지 않아 큰 인상을 심는 활약을 펼쳤는데, 1993년 8월 11일에 트라브존스포르를 상대로 한 총리컵 경기에서 109분 결승골을 뽑아내며 빠르게 적응했다. 그는 소속 구단의 리그 경기에 23번 출전했는데, 소속 구단은 우승을 거둔 갈라타사라이와 1년 차로 뒤처지면서 준우승에 만족하여야 했다. 그 이후로, 아시으크는 출전 시간이 줄어들어, 많아야 16번 출전하는 정도가 되었다. 그는 총리컵 결승전에도 출전했지만, 갈라타사라이에 3-4로 패했다. 아시으크는 1995-96 시즌에 리그 정상에 오를 당시 4경기 출전에 거쳤고, 출전한 경기는 모두 선발전 출전했었다.

### 이스탄불스포르
이스탄불스포르는 국가대표 수비수를 1996-97 시즌에 영입했고, 아시으크도 12경기를 출전했다. 아시으크는 이스탄불의 고정 선발 선수로 자리잡아 23번의 경기에 출전했다. 그는 1998-99 시즌에 25번, 1999-2000 시즌에는 26번의 경기에 출전해 총 86번의 경기를 출전했다. 아시으크는 같은 시기 6골도 넣었는데, 6번 모두 4년차인 1999-2000 시즌에 기록한 골이었다.

### 갈라타사라이
1999-2000 시즌에 UEFA컵을 우승한 갈라타사라이는 아시으크와 3년 계약을 맺었다. 튀르키예 국가대표 선수는 사자 군단 소속으로 1년차에 17번의 경기에 출전했고, 소속 구단은 리그를 2위로 마쳤다. 아시으크는 튀르키예 국가대표팀에도 차출되어 1995년 이래 처음으로 국가대표팀 경기에 출전했다. 그는 2년차에 들어 더 많은 성과를 올렸는데, 27번의 경기에 출전해 소속 구단의 15번째 리그 우승에 일조했다. 시즌 말, 아시으크는 2002년 월드컵의 최종 명단에 자신의 이름을 올렸다. 그는 이듬해에 소속 구단 경기에 17번 출전했다.

### 베식타시
갈라타사라이에서 쉬페르리그와 UEFA 슈퍼컵을 우승한 아시으크는 숙적 베식타시와 3년 계약을 체결했다. 아시으크는 베식타시 1년차에 "스탬퍼드 브리지의 영웅"이라는 별칭이 붙었는데, 베식타시는 그의 활약에 힘입어 첼시와의 2003년 10월 1일 경기를 2-0으로 이겼다. 그는 23번의 리그 경기에 출전해 1골을 넣었고, 검은 수리 군단은 리그를 3위로 마감했다. 그 다음 시즌, 아시으크는 출전 기회를 그리 많이 잡지 못했고, 시즌 중도에 이적하기 전까지 9번의 경기에 출전했다.

### 갈라타사라이 복귀
아시으크는 베식타시에서 3년을 활약하며 32경기 출전한 후 2006년 2월에 갈라타사라이와 1년 계약을 체결하며 복귀했다. 그는 복귀 1년차에 12번의 리그 경기에 출전했고, 이듬해 앙카라스포르로 임대되었다. 그는 앙카라 연고 구단에서 보낸 딱 1시즌 동안 26번의 경기에 출전해 1골을 기록했다. 그는 이 시즌의 맹활약으로 파티흐 테림 감독의 유로 2008 최종 명단에 자신의 이름을 올렸다. 아시으크는 이듬해 갈라타사라이로 복귀해 쉬페르 쿠파를 우승했다. 말년에 부상으로 허덕이던 아시으크는 마지막 두 시즌에 축구화를 벗기로 결정하기 전까지 동안 24번의 경기 출전에 그쳤다. 그는 총 343번의 경기에 출전해 19골을 기록했다.

## 국가대표팀 경력
아시으크는 튀르키예 국가대표팀의 전성기를 상징하는 두 대회인 2002년 월드컵과 유로 2008에 참가하여 각각 3위, 4강 진출의 성과를 냈다. 아시으크는 U-18 국가대표팀을 시작으로 국가대항전에서 뛰었다. 그는 1992년부터 1993년까지 U-18 국가대표팀에서 활약했다. 그는 U-20 국가대표팀 일원으로 1993년 세계 청소년 선수권 대회에 참가했다. 그는 3번의 조별 리그 경기에 출전했지만, 튀르키예는 조별 리그를 통과하지 못했다. 아시으크는 전 갈라타사라이 동료 오칸 부루크와 함께 2010년 5월 22일에 체코와의 친선경기에서 고별식을 치렀다. 아시으크는 자신의 36번째 국가대표팀 경기인 이 경기에서 선발로 출전했다. 그는 9분 만에 부루크와 교체되어 나갔다.

### 2002년 월드컵
아시으크는 갈라타사라이 소속으로 쉬페르리그를 우승한 후 최종 명단에 이름을 올렸다. 그는 브라질과의 조별 리그 1차전에 결장했지만, 코스타리카와의 2차전에 선발로 출전했고, 중국과의 조별 리그 최종전에도 선발로 출전했다. 그는 2경기를 치르며 경고를 1번씩 받아 일본과의 첫 결선 토너먼트 경기에 출전하지 못하게 되었다. 그는 그 다음 경기부터 튀르키예의 경기에 한 번도 출전하지 못했는데, 튀르키예 국가대표팀은 역대 최고 성적인 3위로 대회를 마쳤다.

### 유로 2008
앙카라스포르에 임대되어 1시즌을 보내던 아시으크는 주전 세르베트 체틴과 괴크한 잔의 후보 수비수로서 최종 명단에 이름을 올렸다. 그러나, 잔이 부상으로 빠지면서, 아시으크가 스위스와의 조별 리그 2차전 경기에 선발로 출전했다. 튀르키예가 2-1로 이긴 경기에서 90분을 소화한 아시으크는 엠레 귕괴르에게 밀려 조별 리그 최종전에서 후보 선수로 대기했다. 귕괴르도 부상으로 빠지면서, 아시으크가 다시 선발 명단에 이름을 올렸다. 아시으크는 크로아티아와의 8강전에서 2번째 경고를 받으면서 독일과의 준결승전에 결장했다. 튀르키예는 비록 이 경기를 2-3으로 패했지만, 4강에 입상하며, 유럽 선수권 대회 역대 최고 성적을 기록했다.

## 경력 통계

### 클럽
| 구단                | 시즌      | 리그 | 리그 | 컵   | 컵 | 리그컵 | 리그컵 | Europe | Europe | Total | Total |
| 구단                | 시즌      | 출장 | 골   | 출장 | 골 | 출장   | 골     | 출장   | 골     | 출장  | 골    |
| ------------------- | --------- | ---- | ---- | ---- | -- | ------ | ------ | ------ | ------ | ----- | ----- |
| 필라멘트스포르      | 1990–91   | 1    | 0    | 0    | 0  | -      | -      | -      | -      | 1     | 0     |
| 필라멘트스포르      | 1991–92   | 27   | 0    | 1    | 0  | -      | -      | -      | -      | 28    | 0     |
| 필라멘트스포르      | 합계      | 28   | 0    | 1    | 0  | 0      | 0      | 0      | 0      | 28    | 0     |
| 발리케시르스포르    | 1992–93   | 27   | 7    | 1    | 0  | -      | -      | -      | -      | 28    | 7     |
| 페네르바흐체        | 1993–94   | 22   | 0    | 2    | 0  | 1      | 1      | -      | -      | 25    | 1     |
| 페네르바흐체        | 1994–95   | 16   | 1    | 3    | 2  | 1      | 0      | -      | -      | 20    | 3     |
| 페네르바흐체        | 1995–96   | 4    | 0    | 1    | 0  | -      | -      | -      | -      | 5     | 0     |
| 페네르바흐체        | 합계      | 42   | 1    | 6    | 2  | 1      | 0      | 0      | 0      | 50    | 4     |
| 이스탄불스포르      | 1996–97   | 12   | 0    | 2    | 0  | -      | -      | -      | -      | 14    | 0     |
| 이스탄불스포르      | 1997–98   | 23   | 0    | 4    | 0  | -      | -      | -      | -      | 27    | 0     |
| 이스탄불스포르      | 1998–99   | 25   | 0    | 3    | 0  | -      | -      | -      | -      | 28    | 0     |
| 이스탄불스포르      | 1999–00   | 26   | 6    | 1    | 0  | -      | -      | -      | -      | 27    | 6     |
| 이스탄불스포르      | 합계      | 86   | 6    | 10   | 0  | 0      | 0      | 0      | 0      | 96    | 6     |
| 갈라타사라이        | 2000–01   | 19   | 1    | 2    | 1  | 1      | 0      | -      | -      | 22    | 2     |
| 갈라타사라이        | 2001–02   | 27   | 0    | 1    | 0  | -      | -      | -      | -      | 28    | 0     |
| 갈라타사라이        | 2002–03   | 17   | 0    | 2    | 0  | -      | -      | 4      | 0      | 23    | 0     |
| 갈라타사라이        | 합계      | 63   | 1    | 6    | 1  | 1      | 0      | 4      | 0      | 73    | 2     |
| 베식타시            | 2003–04   | 23   | 1    | 1    | 0  | -      | -      | 5      | 0      | 29    | 1     |
| 베식타시            | 2004–05   | 9    | 1    | 0    | 0  | -      | -      | 4      | 0      | 13    | 1     |
| 베식타시            | 2005–06   | 0    | 0    | 0    | 0  | -      | -      | 0      | 0      | 0     | 0     |
| 베식타시            | 합계      | 32   | 2    | 1    | 0  | 0      | 0      | 9      | 0      | 42    | 2     |
| 갈라타사라이        | 2005–06   | 3    | 0    | 0    | 0  | -      | -      | -      | -      | 3     | 0     |
| 갈라타사라이        | 2006–07   | 12   | 1    | 1    | 0  | -      | -      | 1      | 0      | 14    | 1     |
| 갈라타사라이        | 합계      | 15   | 1    | 1    | 0  | 0      | 0      | 1      | 0      | 17    | 1     |
| 앙카라스포르 (임대) | 2007–08   | 26   | 1    | 1    | 0  | -      | -      | -      | -      | 27    | 1     |
| 갈라타사라이        | 2008–09   | 18   | 0    | 3    | 0  | -      | -      | 9      | 1      | 30    | 1     |
| 갈라타사라이        | 2009–10   | 6    | 0    | 2    | 0  | -      | -      | 5      | 0      | 13    | 0     |
| 갈라타사라이        | 합계      | 24   | 0    | 5    | 0  | 0      | 0      | 14     | 1      | 43    | 1     |
| 경력 합계           | 경력 합계 | 343  | 19   | 32   | 3  | 3      | 1      | 28     | 1      | 406   | 24    |

### 국가대표팀 득점 기록
| 국가대표팀 | 연도 | 출장 | 골 |
| ---------- | ---- | ---- | -- |
| 튀르키예   | 1993 | 2    | 0  |
| 튀르키예   | 1994 | 1    | 1  |
| 튀르키예   | 1995 | 6    | 0  |
| 튀르키예   | 2001 | 3    | 1  |
| 튀르키예   | 2002 | 8    | 0  |
| 튀르키예   | 2003 | 1    | 0  |
| 튀르키예   | 2007 | 5    | 0  |
| 튀르키예   | 2008 | 6    | 0  |
| 튀르키예   | 2009 | 3    | 0  |
| 튀르키예   | 2010 | 1    | 0  |
| 합계       | 합계 | 36   | 2  |

아래의 점수에서 왼쪽의 점수가 튀르키예의 득점이며, 점수 열은 아시으크의 득점 상황을 나타낸다.
| 1     | 1995년 11월 15일 | 스웨덴 스톡홀름 로순다            | 스웨덴 | 1–1 | 1–2 | 유로 1996 예선전     |
| 2     | 2001년 10월 6일  | 몰도바 키시너우 공화주의자 경기장 | 몰도바 | 0–1 | 0–3 | 2002년 월드컵 예선전 |
| 출처: |                  |                                   |        |     |     |                      |

## 수상
페네르바흐체
- 쉬페르리그: 1995–96

갈라타사라이
- 쉬페르리그: 2001–02, 2005–06
- 쉬페르 쿠파: 2008

튀르키예
- 월드컵 3위: 2002[19][20][21]
- 유럽 선수권 대회 4강: 2008[22][23][24]